# 1C1 3900
La 1C1 3901 est un ancien prototype de locomotive électrique de la Compagnie du Midi.

## Description
De nombreuses lignes du réseau du Midi étant des lignes de montagne, la compagnie s'est engagée en 1909 dans un programme d'électrification. Son choix s'est porté sur le monophasé 12 kV 16 ²⁄₃ Hz. 
Elle a commandé six prototypes pour la ligne Perpignan - Villefranche-de-Conflent, tous de type 1C1 à bielles :
- E 3001 de Thomson et General Electric,
- E 3101 de AEG et Henschel,
- E 3201 de Westinghouse,
- E 3301 de Brown-Boveri et SLM Winterthur, future SBB CFF FFS Be 2/5,
- E 3401 des Ateliers du Nord et de l'Est (futur Jeumont-Schneider)
- E 3501 de Schneider.

Seule la E 3201 a réellement bien fonctionné ; elle a d'ailleurs permis au Midi de commander les E ABD 1 à 30, futures Z 4900.

## Service
La E 3201 a circulé pendant toute sa carrière sur la ligne Perpignan-Villefranche-de-Conflent, pour la traction de trains de marchandises, aidée par les automotrices. Grâce à sa bonne fiabilité, elle a été conservée par la SNCF à sa création et elle a circulé jusqu'en 1959.

## Préservation
La E 3201 / 1C1 3901 devait être préservée. En raison d'un acte de vandalisme, seul un moteur a pu être récupéré ; il est exposé à la Cité du train de Mulhouse.